# Amathillopsis annectens
Amathillopsis annectens är en kräftdjursart. Amathillopsis annectens ingår i släktet Amathillopsis och familjen Amathillopsidae. Inga underarter finns listade i Catalogue of Life.